# Ivo Rüegg
Ivo Rüegg (Eschenbach, 15 de abril de 1971) es un deportista suizo que compitió en bobsleigh en las modalidades doble y cuádruple. Está casado con la piloto de bobsleigh Maya Bamert.
Ganó cinco medallas en el Campeonato Mundial de Bobsleigh, en los años 2007 y 2009, y seis medallas en el Campeonato Europeo de Bobsleigh entre los años 2004 y 2010.
Participó en dos Juegos Olímpicos de Invierno, ocupando el octavo lugar en Turín 2006 y el cuarto en Vancouver 2010, en la prueba doble.

## Palmarés internacional
| Campeonato Mundial | Campeonato Mundial           | Campeonato Mundial | Campeonato Mundial |
| Año                | Lugar                        | Medalla            | Prueba             |
| ------------------ | ---------------------------- | ------------------ | ------------------ |
| 2007               | Sankt Moritz (Suiza)         | Medalla de oro     | Cuádruple          |
| 2007               | Sankt Moritz (Suiza)         | Medalla de plata   | Doble              |
| 2007               | Sankt Moritz (Suiza)         | Medalla de bronce  | Equipo             |
| 2009               | Lake Placid (Estados Unidos) | Medalla de oro     | Doble              |
| 2009               | Lake Placid (Estados Unidos) | Medalla de plata   | Equipo             |
| Campeonato Europeo |                              |                    |                    |
| Año                | Lugar                        | Medalla            | Prueba             |
| 2004               | Sankt Moritz (Suiza)         | Medalla de plata   | Doble              |
| 2004               | Sankt Moritz (Suiza)         | Medalla de plata   | Cuádruple          |
| 2006               | Sankt Moritz (Suiza)         | Medalla de plata   | Doble              |
| 2007               | Cortina d'Ampezzo (Italia)   | Medalla de plata   | Doble              |
| 2007               | Cortina d'Ampezzo (Italia)   | Medalla de bronce  | Cuádruple          |
| 2010               | Igls (Austria)               | Medalla de plata   | Cuádruple          |